# Hans Keilson
Hans Keilson (Bad Freienwalde, 12 dicembre 1909 – Hilversum, 31 maggio 2011) è stato uno scrittore, poeta e psicoanalista tedesco.
È conosciuto soprattutto per i suoi romanzi ambientati durante la Seconda Guerra Mondiale, durante la quale fu un membro attivo della resistenza olandese.
Keilson, avendo lavorato con orfani traumatizzati, scrisse principalmente sui traumi indotti dalla guerra. Il suo primo romanzo fu pubblicato nel 1934, ma la maggior parte delle sue opere furono pubblicate nel dopoguerra. Nel 2010, Francine Prose del New York Times ha descritto Keilson come "uno dei più grandi scrittori del mondo", onorando in particolare i successi di Keilson nell'anno in cui ha compiuto 101 anni.

## Biografia
Hans Keilson, nato nel 1909, trascorse l'infanzia a Bad Freienwalde. Studiò farmacia a Berlino, ma non poté esercitare a causa dei divieti nazisti che imponevano agli ebrei di svolgere determinati lavori, e lavorò come insegnante in scuole ebraiche private e occasionalmente come musicista.
In questo periodo conobbe la sua prima moglie, con la quale fu esiliato nei Paesi Bassi nel 1936; era cattolica, ma si convertì all'ebraismo a causa dell'atteggiamento compiacente di Pio XII nei confronti dei nazisti; lì scrisse libri in olandese sotto lo pseudonimo di Benjamin Cooper e entrò a far parte della resistenza olandese.
Nel 1941, Keilson si stabilì a Delft mentre sua moglie diede alla luce la loro prima figlia, Barbara. Nel frattempo i genitori di Keilson (che lui aveva portato in Olanda, ma non volevano nascondersi, forse perché malati) furono deportati ad Auschwitz e furono assassinati a Birkenau. Dopo la guerra, lavorò con orfani traumatizzati in un istituto da lui co-fondato.
Lavorò ad Amsterdam nel Dipartimento di Psichiatria infantile, della Clinica Universitaria.
Morta la prima moglie, nel 1970 si sposò con la storica Marita Lauritz; Bloeme Keilson è nata dalla loro unione nel 1974.
Keilson non ritornò mai dall'esilio olandese ma non odiò la Germania, continuando a scrivere in tedesco. Esercitò la professione di psicanalista fino alla vecchiaia.

## Opere
Traduzioni in italiano
- La morte dell'avversario (Der Tod des Widersachers), Mondadori 2011
- Commedia in minore (Komödie in Moll), Mondadori 2013